# كلية أوقاف أفريقيا الإسلامية المفتوحة
كلية أوقاف أفريقيا الإسلامية المفتوحة هي مؤسسة تابعة للقسم التعليمي لأوقاف أفريقيا . تم إطلاقه في عام 2005 لتلبية الاحتياجات التعليمية للأفارقة (بما في ذلك سكان شمال أفريقيا) وللأشخاص من أصل أفريقي (مثل منطقة البحر الكاريبي).

## التأسيس
تأسست الكلية الإسلامية المفتوحة من قبل مؤسس أوقاف أفريقيا الشيخ أبو عبد الله أديلابو ( دكتوراه داماس) أثناء دراسته للدراسات العليا في دمشق في أوائل التسعينيات ، وهو عالم ورجل دين مسلم من غرب أفريقيا من أصل نيجيري وهو أول أمير (رئيس) للمنظمة الدولية . كما يحاضر ويشرف على أطروحات ومنشورات طلابه وأتباعه، بما في ذلك البوابات الإسلامية الأفريقية مثل دين الإسلام دوت كوم ، و إسلام أفريقيا دوت نسخة محفوظة 2 يونيو 2023 على موقع واي باك مشين.. تتم إدارة الأنشطة اليومية وإدارة الكلية ومحاضراتها وندواتها وإدارتها بشكل رئيسي من قبل متطوعين وشركاء من الأوقاف الأفريقية في (لندن، المملكة المتحدة)، (دمشق ، سوريا) ، (لاغوس ، نيجيريا) (وكيب تاون ، جنوب أفريقيا).
مثل منظمتها الجامعة أوقاف أفريقيا، فإن الكلية الإسلامية المفتوحة هي منظمة دولية تم دمجها في هيكلها مع لجنة الحج والعمرة الأفريقية والاتحاد الأفريقي الإسلامي الذي يعمل على تخفيف المعاناة الإنسانية بين مسلمي أفريقيا - على وجه الخصوص، وفي جميع أنحاء العالم - حسب الضرورة. وهي تشترك في نفس الأهداف والغايات مع الأوقاف الأفريقية، وخاصة بالنسبة للمجتمعات الإسلامية حيث تقوم كل جمعية وطنية بتنفيذ برامج الأوقاف الأفريقية. وتظل الإغاثة والكرامة الإنسانية والارتقاء الروحي هي الأهداف الرئيسية للهيئة الدولية.
تسعى كلية أوقاف أفريقيا المفتوحة من خلال التعليم إلى البحث عن أسباب المعاناة والفقر وكراهية المسلمين ، وتحاول القضاء عليها تحت راية التعاليم الإسلامية.

## الدراسات
ومن المتوقع أيضًا أن تزود الكلية المفتوحة، على وجه الخصوص، المسلمين الأفارقة بالدراسات والمؤهلات التي تمكنهم من خدمة أنفسهم ومجتمعاتهم الإسلامية، مما يوفر لهم أقصى قدر من المرونة، حتى يتمكنوا من بناء برنامج دراسات يناسب احتياجاتهم الشخصية و احتياجات المجتمع والتكيف معها. تعطي الأوقاف الأفريقية الأولوية لأولئك الذين يخدمون أو ينوون خدمة المجتمعات الإسلامية من خلال التعاليم والمواعظ أو الإدارة والتطوير الوظيفي.
تعتبر الدراسات في كلية أوقاف إفريقيا الإسلامية المفتوحة مجانية، خاصة للأفارقة (بما في ذلك سكان شمال إفريقيا) وللأشخاص من أصول أفريقية (مثل الكاريبيين) في محاولة لمساعدة الناس على تطوير ارتقاءهم الروحي، ليصبحوا معلمين، لتعزيز حياتهم. التطوير الوظيفي للمسلمين، أو العمل كداعية، وتقديم تجربة تعليمية حقيقية لهم، ودعمهم أثناء دراستهم لدورتهم الأولى مع الأوقاف الأفريقية وجذبهم إلى أن يعتزموا خدمة المسلمين ومصالحهم - مع تقدير هذا الاحتمال قد تكون الدراسة مع الأوقاف الأفريقية مثيرة للغاية لدرجة أن الطلاب يتجاهلون الاحتياجات المقدسة التي يجب تكريسها لقيم الإسلام اللطيفة.
وتقوم الكلية بتنسيق عدد من البرامج التعليمية والتدريبية لعدة بوابات إسلامية بما في ذلك دين الإسلام دوت كوم و إسلام أفريقيا دوت كوم[وصلة مكسورة] .

## المؤهلات والأقسام
- شهادة.[7]

(للمبتدئين الذين ليس لديهم أو أقل وعي و/أو ليس لديهم دورات سابقة في الدراسات الإسلامية) في
1. الفقه والإلهيات
2. الأدب والإلهيات
3. التاريخ والفقه

- الدبلوم العادي (OD).[8]

(لذوي المستوى المتوسط ذوي الوعي الجيد و/أو الدورات القصيرة السابقة في الدراسات الإسلامية) في
1. الفقه والإلهيات
2. الأدب والإلهيات
3. التاريخ والفقه
4. علم الاجتماع والإلهيات

- الدبلوم المتقدم (م).[9]

(للمطلعين ذوي الوعي الأفضل أو المؤهلات السابقة في الدراسات الإسلامية) في
1. الفقه والإلهيات
2. الأدب والإلهيات
3. التاريخ والفقه
4. علم الاجتماع والإلهيات
5. المالية والفقه

- الدبلوم العالي (HD).[10]

(لطلاب العلوم الإسلامية الراسخين والمتخصصين أو/و الدعاة المعترف بهم ذوي المعرفة الجيدة في الدراسات الإسلامية) في
1. الفقه واللاهوت
2. الأدب واللاهوت
3. التاريخ والفقه
4. علم الاجتماع واللاهوت
5. المالية والفقه

تستغرق الدراسات للحصول على كل جائزة على النحو الوارد أعلاه ما لا يقل عن عامين، حيث تستمر كل سنة دراسية تسعة أشهر، وتفتح بعد أسبوعين من (الحج) أو عيد الأضحى وتغلق قبل أسبوع من (شهر الصيام) رمضان .